# Ernst Gräwe

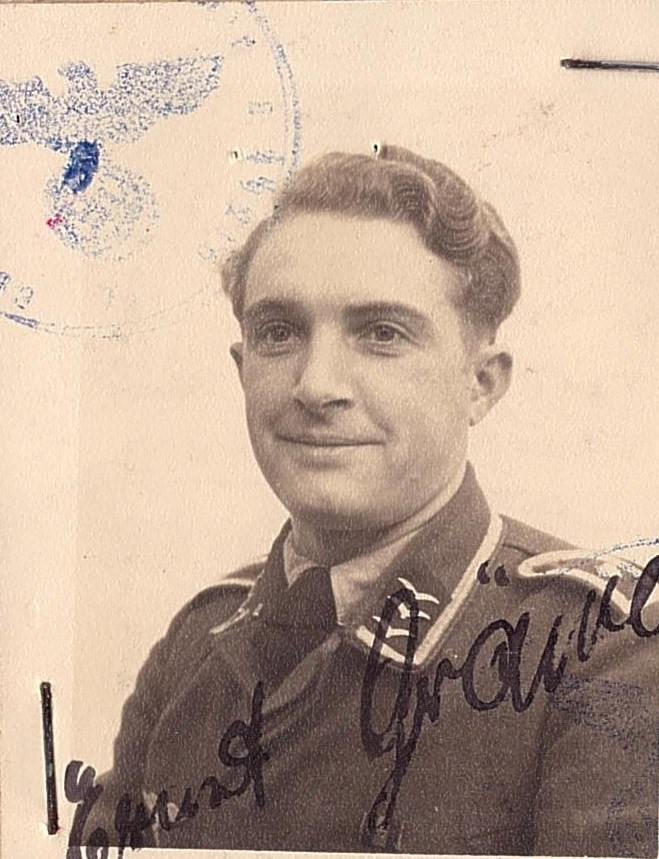
Ernst Gräwe (Bild aus seinem Soldbuch, nach 1943)

Ernst Wilhelm Johannes Gräwe (* 1. Oktober 1914 in Unna; † 10. April 1945 in Deventer) war ein deutscher Soldat im Zweiten Weltkrieg, der sich weigerte, an der Erschießung niederländischer Widerstandskämpfer teilzunehmen, und deshalb selbst erschossen wurde.

## Leben
Ernst Gräwe war Sanitätsfeldwebel zuletzt in der Fallschirm-Sanitäts-Abteilung 6 der 6. Fallschirmjäger-Division. Am 30. Januar 1945 wurde ihm das Kriegsverdienstkreuz II. Klasse mit Schwertern verliehen. Er wurde kurz vor Kriegsende in der Ortschaft Deventer in den Niederlanden von seinem Kompaniechef erschossen, weil er sich geweigert hatte, an der Erschießung von niederländischen Widerstandskämpfern teilzunehmen.
Die Erschießung der Widerstandskämpfer am letzten Tag der Besetzung Deventers durch die Wehrmacht ist in den Niederlanden unter dem Begriff Twentol-Drama bekannt, nach dem Unternehmen Smeerolie en Teerindustrie Twentol in Deventer, in deren Magazin sich die Widerstandskämpfer verschanzt hatten. Die Widerstandskämpfer wollten eine dort gelegene Brücke über den Overijssels kanaal verteidigen und deren Sprengung verhindern, damit sie von den heranrückenden Alliierten genutzt werden konnte. In der Nacht vom 9. auf den 10. April 1945 kam es zu einem Schusswechsel zwischen den Widerstandskämpfern im Magazin und Wehrmachtssoldaten an der Brücke. Bei einem dabei entstandenen Brand kamen zwei Widerstandskämpfer ums Leben, fünf weitere Widerstandskämpfer konnten zunächst entkommen und wurden am frühen Morgen festgenommen. Sie wurden – eine halbe Stunde vor der Befreiung Deventers durch Truppen der 3. Kanadischen Division – auf dem Gelände des Schlachthofs am Snipperlingsdijk in Deventer von Wehrmachtssoldaten erschossen.
Ernst Gräwe wurde im Ortsteil Diepenveen von Deventer beerdigt und im März 1949 auf den Kriegsgräberfriedhof Ysselsteyn umgebettet. Seine Grabstätte befindet sich dort im Block BP 12-276.

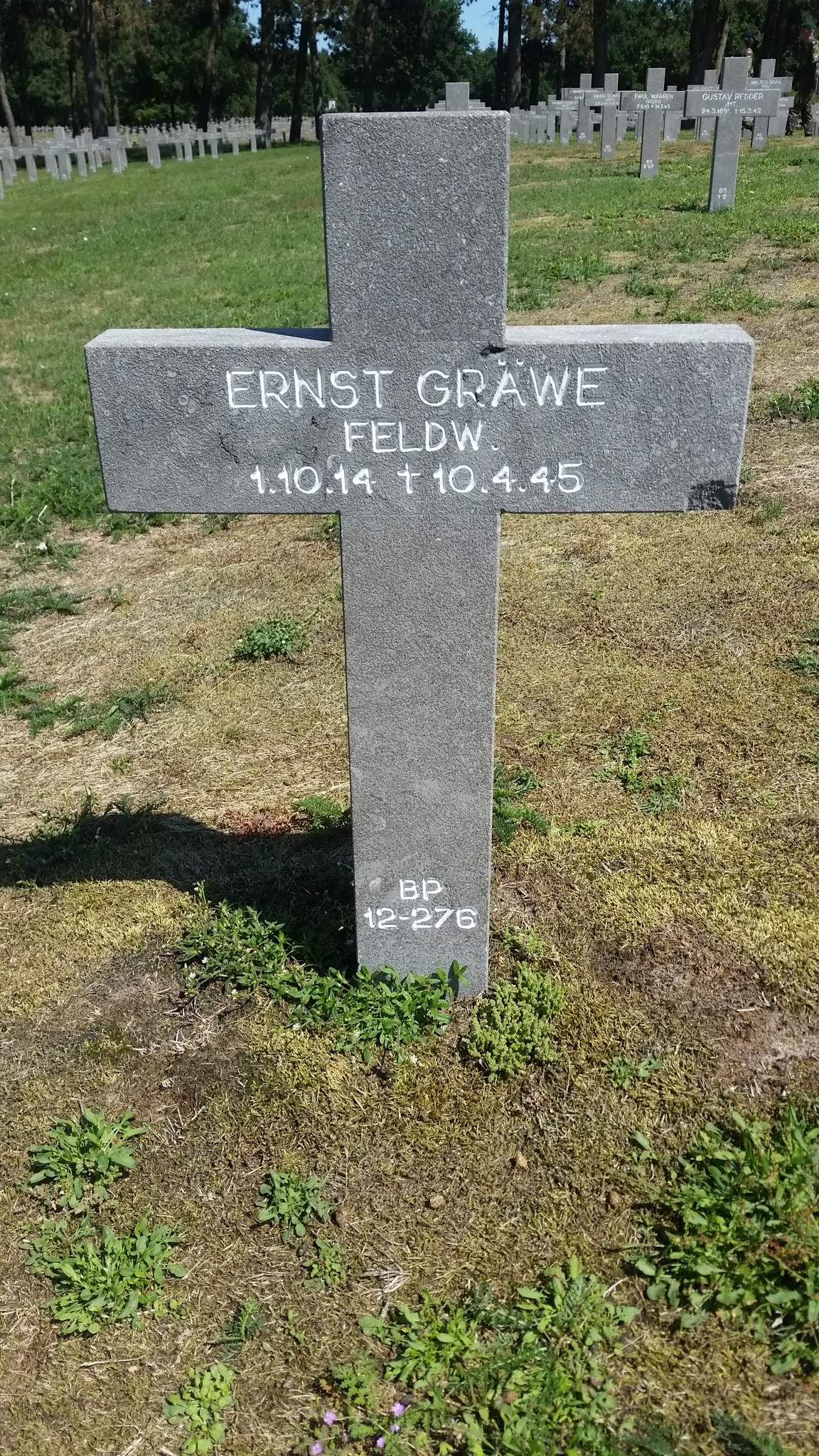
Grabkreuz von Ernst Gräwe auf dem deutschen Soldatenfriedhof Ysselsteyn/Niederlande

## Gedenken
Nach dem Zweiten Weltkrieg wurde an der Mauer des Schlachthofs ein Mahnmal zum Gedenken an die Opfer errichtet. Nach Abriss der Mauer wurde das sogenannte Twentol-Monument wiederhergestellt und befindet sich nun an dem 2006 gewidmeten Platz Twentolplein. Das Monument besteht aus Backstein als Sichtmauerwerk; auf einer Fläche mit rotem Hintergrund benennt eine Gedenkinschrift die Namen der sieben getöteten Widerstandskämpfer. Im rechten Bereich des Monuments befindet sich eine weitere, schwarze Gedenktafel mit folgender Inschrift in niederländischer Sprache, die auch Ernst Gräwe würdigt:

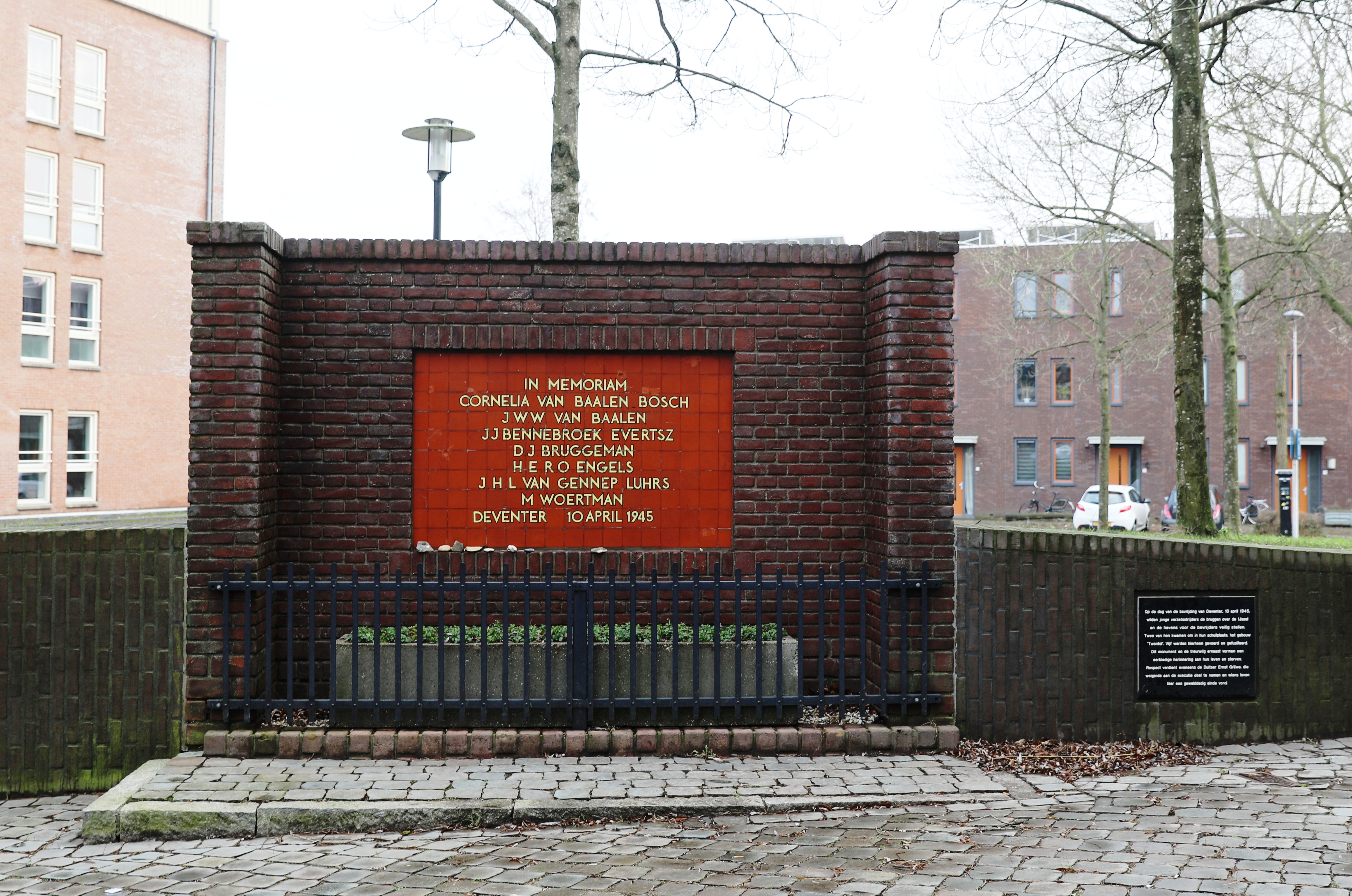
Twentol-Monument in Deventer, Niederlande (2024)

Übersetzt ins Deutsche lautet die Inschrift:

„Am Tag der Befreiung von Deventer, dem 10. April 1945, wollten junge Widerstandskämpfer die Brücken über die Ijssel und den Hafen für die Befreier sichern. Zwei von ihnen kamen in ihrem Versteck um, einem Gebäude von ‚Twentol‘. Fünf wurden hierher gebracht und hingerichtet. Dieses Monument und die Trauerweide daneben sind eine respektvolle Erinnerung an ihr Leben und Sterben. Respekt verdient auch der Deutsche Ernst Gräwe, der sich weigerte, an der Hinrichtung teilzunehmen, und dessen Leben hier ein gewaltsames Ende fand.“

## Aufarbeitung
Zum 75. Jahrestag der Erschießung von Gräwe am 10. April 1945 hat der französische Historiker Jérémy Gaudais in Zusammenarbeit mit der Stadt Unna und dem Stadtarchiv Unna begonnen, die Geschichte und die Hintergründe der Ermordung zu erforschen.

## Militärischer Werdegang
Gräwe wurde am 1. Oktober 1936 bei der Stabsbatterie des I./FlakReg 26 in Kochstedt bei Dessau für zunächst zwei Jahre zum allgemeinen Wehrdienst eingezogen. Dort diente er bis zum 26. Oktober 1938.
Im Februar 1939 wurde er durch Kriegsbeorderung mit sofortiger Meldung bei 13. FlakRgt 44 in Lippstadt in die Wehrmacht eingezogen. Im November 1943 verpflichtete sich Gräwe für eine weitere Verwendung bei der Luftwaffe. Seine Dienstzeit wurde demnach festgeschrieben bis zum 30. September 1948.
Bis zu seiner Verwendung in der Fallschirmsanitätsabteilung 6 der 6. Fallschirmjägerdivision im Juli 1944 und dem anschließenden Einsatz in den Niederlanden wurde Gräwe hauptsächlich im Heimatkriegsgebiet zur Sicherung der Westgrenze eingesetzt.

### Beförderungen
- 1. Januar 1937 Beförderung zum Gefreiten
- 1. April 1940 Beförderung zum Unteroffizier
- 1. Dezember 1943 Beförderung zum Feldwebel

### Auszeichnungen
- Juni 1939 Sudetenerinnerungsmedaille
- 30. Januar 1945 Kriegsverdienstkreuz II. Klasse mit Schwertern